# Typologie (Bibel)
Typologie (von altgriechisch τύπος týpos „Abbild, Vorbild“) – auch Präfiguration genannt – ist in der Auslegungstradition der Bibel die Inbezugsetzung einer Person oder eines Geschehens aus dem Alten Testament (selten auch aus der antiken Mythologie oder aus antiken Legenden), des Typos, mit einer Person oder einem Ereignis aus dem Neuen Testament, dem Antitypos. Es geht dabei in erster Linie um „Verheißung“ und „Erfüllung“: Das, was im Alten Testament angekündigt wird, vollendet sich im Neuen Testament.
Es handelt sich bei einem Typos jedoch nicht um einen Funktionsbegriff. Kein Gegenstand oder menschliches Wesen ist an sich ein Typos – er wird situationsbezogen dann als ein Typos bezeichnet, wenn durch ihn oder in ihm etwas sichtbar wird.

## Verbreitung und Absicht der Typologie
Die Typologie war besonders in frühchristlicher Zeit (aber auch im Mittelalter) eine verbreitete und beliebte Auslegungsweise des Alten Testamentes. Sie sollte verdeutlichen, dass Christus wirklich derjenige war, auf den vor allem die Propheten hingewiesen hatten. Gegenüberstellungen wie „So, wie Jona drei Tage lang im Bauch des Wales lag, so ist auch Christus drei Tage lang im Grab gelegen“ sollten die Richtigkeit der Verheißung beweisen.
Aus diesem Blickwinkel heraus war das Alte Testament voller Zeichen, die in Richtung auf Christus gedeutet werden konnten: dem Typus (Figur) aus dem Alten Testament entsprach der Antitypus im Neuen Testament.
Es ging also um eine Beweisführung für Jesus Christus als den Erfüller der Verheißung, nur er konnte es sein, auf den da hingewiesen wurde.
Mit der typologisch fundierten Folgerichtigkeit versuchte das frühe Christentum Überzeugungsarbeit zu leisten.
Für die Verbreitung der Typologie in frühchristlicher Zeit gibt es einen weiteren Grund: Bilder aus dem Alten Testament waren unverfänglich, sie konnten ohne Gefahr für Christen dargestellt werden, da sie ebenso dem jüdischen Kulturkreis entstammen konnten und dieser keiner Verfolgung ausgesetzt war. Die ersten christlichen Bildnisse (z. B. in den Katakomben) zeigen daher neben Symbolen auch alttestamentliche Darstellungen, die von den Christen typologisch gelesen wurden.

## Anwendung der Typologie

### Matthäusevangelium
Das typologische Verfahren liegt in den sog. Reflexionszitaten bereits dem Matthäusevangelium über weite Strecken zu Grunde, z. B. wenn dem Empfang der Zehn Gebote auf dem Sinai die Bergpredigt Christi gegenübergestellt wird.

### Paulusbriefe
Auch Paulus denkt typologisch. Zentrale Bedeutung hat für ihn die Gegenüberstellung Adam – Christus in der Paulinischen Theologie. In Röm 5,14  nennt er Adam den typos tou mellontos – „Vorbild auf den kommenden (Christus)“. Auch deutet Paulus verschiedene Stationen von Auszug und Wüstenwanderung des Volkes Israel typologisch in 1 Kor 10,1–13 . So verknüpft er etwa den Durchzug durchs Schilfmeer mit der Taufe oder die himmlische Speisung und das Wasser aus dem Felsen mit dem Abendmahl. Er argumentiert, dass alle diese Ereignisse Urbilder (gr. τύποι/typoi) seien, die den Christen zur Ermahnung dienten.
In 1 Kor 10,6  finden wir einen Typos als Warnung vor Nachahmung, welcher sich primär auf den Wüstentod in Vers 5 bezieht. Außerdem findet man in 1 Kor 10,12  die Väter als einen Typos; sie repräsentieren die Gläubigen, denen ebenfalls Heil widerfahren ist und bei denen bei zu großer Überheblichkeit der Fall droht.

### Christliche Kunst
In der christlichen Kunst ist die Typologie allgegenwärtig, da sie dem Wesen nach bildhaft ist und beziehungsvolle Symmetrien ermöglicht.

### Typologische Literatur
Im Spätmittelalter waren typologische Werke weit verbreitet. Dazu gehören die Bible moralisée, der Heilsspiegel (Speculum humanae salvationis), die Armenbibel (Biblia pauperum) und die Concordantiae caritatis.

### Typologische Anwendung in Predigten
Die Anwendung alttestamentlicher Texte auf die eigene Gegenwart erfolgt oft typologisch. Es wird das im AT Gesagte als „Vorbild“ oder „Muster“ gesehen, dem gegenwärtige Vorgänge entsprechen. Der Baptistenprediger Arnold Köster brachte eine Andacht über den Propheten Obadja:
„Wir haben das A.T. typologisch zu lesen, nicht allegorisch! Edom = Weltstaat, Jakob = Gottesgemeinde. Edom ist eine große Militärmacht und baut auf seine Jungmannschaft und seine Weisen, ist selbstherrlich, selbstsicher. Aber alle Selbstherrlichkeit des Menschen steht unter dem Gericht Gottes. Für den Propheten Gottes gibt es nur Eines: Distanz dem Staate gegenüber.“ (8. Dezember 1941)
Köster betrachtet also Edom, ein Nachbarvolk Israels, als Muster für gegenwärtige Staaten. Die Anwendung klingt allgemein, aufgrund mancher Anklänge können Zuhörer jedoch eine konkrete Bezugnahme auf den eigenen Staat (hier: den NS-Staat) heraushören. Allgemeine und konkrete Anwendung können nahe beieinander liegen.

### Mediterrane Mythologien und Christentum
Neben den typologischen Gegenüberstellungen aus dem Alten Testament gibt es auch solche, die sich auf die „heidnische“ Antike beziehen, und solche, die auf Naturphänomene Bezug nehmen. Als Beispiele für die heidnische Antike mögen der Kaiser Augustus und die Sibylle von Tibur gelten, die Typen zur Christgeburt sind. Naturphänomenale Typen sind z. B. der Löwe, der nach drei Tagen seine totgeborenen Jungen durch Brüllen zum Leben erweckt, oder der Phönix, der aus der Asche neu ersteht. Beides wird im Physiologus erwähnt und ist Typ zur Auferstehung Christi.

### Beispiele
- Die eherne Schlange, von Mose in der Wüste errichtet, bewahrt die Juden vor dem Tod durch die Schlangenplage – Am Holz des Kreuzes bringt Christus das Leben
- Jona wird nach 3 Tagen von einem großen Fisch wieder ausgespieen – Christus ist hinabgestiegen in das Reich des Todes, am dritten Tage auferstanden von den Toten
- Israel wird in der Wüste mit dem Manna gespeist – Christus setzt die Eucharistie ein
- Israel zieht durch das Rote Meer in die Freiheit – Der gläubige Christ gelangt durch die Taufe ins neue Leben
- Samson hebt die Tore von Gaza aus – Christus ersteht von den Toten auf
- Josef wurde von seinen Brüdern verkauft – Jesus wurde von Judas verraten und verkauft